# Dendropicos elachus
Dendropicos elachus е вид птица от семейство Picidae.

## Разпространение
Видът е разпространен в Камерун, Мали, Мавритания, Нигер, Нигерия, Сенегал, Судан и Чад.